# Badminton (Gloucestershire)
Badminton è una cittadina inglese situata nel Sud Gloucestershire.
Si trova a  ad est di Bristol ed è celebre per il suo castello dei duchi di Beaufort, dove furono codificate le prime regole del gioco denominato appunto badminton.
Essa è pure nota per i suoi concorsi ippici.